# I. Szövetségi Mesterverseny
Az I. Szövetségi Mesterverseny a harmadik magyar sakkbajnokság, melyet 1911. augusztus 7. és augusztus 16. között tartottak meg Budapesten. A versennyel egybekötve tartották a rendező Magyar Sakkszövetség alakuló ülését. 
Tíz játékos nevezését fogadták el, ők körmérkőzést játszottak. A győztes mesteri oklevelet kaphatott, ha nem rendelkezett még ilyen címmel. A verseny kezdete előtt az előző bajnokság győztese, Forgács Leó visszalépett, helyét Breyer Gyula vette át. Viszont ő közvetlenül a mesterverseny előtt több bajnokságon vett részt, lebetegedve az utolsó három fordulót nem tudta lejátszani. Az első helyen holtverseny alakult ki Balla Zoltán és Barász Zsigmond között, döntőt azonban nem tartottak. A szépségdíjat a 2. fordulóban játszott Sterk–Balla-parti kapta meg. A verseny vezetője Mészey József volt.
A mesterverseny ideje alatt mellékversenyt is rendeztek. Az eredeti tervek szerint ez három hatfős csoport körmérkőzéséből és döntőből állt volna, de a kevés jelentkező miatt csak két, egy budapesti és egy vidéki csoport játszott.
A versenyt a Rákóczi út 30-ban, a Postáskaszinóban rendezték meg.

## Eredmény

### Főverseny
Breyer le nem játszott partijai dőlt betűkkel kiemelve.
|    | Játékos             | 1 | 2 | 3 | 4 | 5 | 6 | 7 | 8 | 9 | 10 | Összesen | Díj (korona) |
| -- | ------------------- | - | - | - | - | - | - | - | - | - | -- | -------- | ------------ |
| 1  | Balla Zoltán        | * | ½ | 1 | 0 | ½ | 1 | ½ | 1 | 1 | 1  | 6½       | 325          |
| 1  | Barász Zsigmond     | ½ | * | ½ | ½ | 1 | 1 | ½ | 1 | ½ | 1  | 6½       | 325          |
| 3  | Bródy Miklós        | 0 | ½ | * | ½ | 1 | 1 | ½ | ½ | 1 | 1  | 6        | 50           |
| 3  | Sterk Károly        | 1 | ½ | ½ | * | 0 | ½ | ½ | 1 | 1 | 1  | 6        | 50           |
| 3  | Székely Jenő        | ½ | 0 | 0 | 1 | * | ½ | 1 | 1 | 1 | 1  | 6        | 50           |
| 6  | Asztalos Lajos      | 0 | 0 | 0 | ½ | ½ | * | ½ | ½ | 1 | 1  | 4        |              |
| 6  | Chalupetzky Frigyes | ½ | ½ | ½ | ½ | 0 | ½ | * | 0 | ½ | 1  | 4        |              |
| 6  | Réti Richárd        | 0 | 0 | ½ | 0 | 0 | ½ | 1 | * | 1 | 1  | 4        |              |
| 9  | Fluss György        | 0 | ½ | 0 | 0 | 0 | 0 | ½ | 0 | * | 1  | 2        |              |
| 10 | Breyer Gyula        | 0 | 0 | 0 | 0 | 0 | 0 | 0 | 0 | 0 | *  | 0        |              |

### Mellékverseny
|   | Játékos       | Pontszám |
| - | ------------- | -------- |
| 1 | Havasi Kornél | 4½       |
| 2 | Grencsárszky  | 3½       |
| 3 | Andorfy       | 2½       |
| 3 | Mayercsák F.  | 2½       |
| 5 | Augusztiny    | 1        |
| 5 | Strasser      | 1        |

|   | Város         | Játékos   | Pontszám |
| - | ------------- | --------- | -------- |
| 1 | Kecskemét     | Simon     | 4        |
| 1 | Kecskemét     | Hajna     | 4        |
| 3 | Gyulafehérvár | Fischer   | 2½       |
| 4 | Szabadka      | Matievich | 2        |
| 4 | Gyulafehérvár | Weisz     | 2        |
| 6 | Nyitra        | Vajda     | ½        |

## Forrás
- Barcza Gedeon–Földeák Árpád: Magyar Sakktörténet 3., Sport, Budapest, 1989 ISBN 963 253 321 6 (3. kötet)